# الدوري الأمريكي لكرة القدم 2022
الدوري الأمريكي لكرة القدم 2022 (بالإنجليزية: 2022 Major League Soccer season)‏ هي النسخة السابعة والعشرين من الدوري الأمريكي لكرة القدم، أعلى دوري كرة قدم احترافي في الولايات المتحدة وكندا، ستقام المباريات ما بين 26 فبراير و9 أكتوبر 2022، بينما سيلعب النهائي في 5 نوفمبر 2022، أي قبل 16 يوما من بداية كأس العالم 2022.